# Otman Bakkal
Otman Bakkal (* 27. Februar 1985 in Eindhoven) ist ein ehemaliger niederländischer Fußballspieler.

## Karriere

### Verein
Otman Bakkal stammt aus der Jugend der PSV Eindhoven. Seit 2003 gehört er dem Profikader an. In der Saison 2003/04 gab er sein Debüt für die Niederländer, spielte aber nur zwei Mal in der gesamten Saison. Für die folgende Spielzeit wurde Bakkal an den Zweitligisten FC Den Bosch verliehen, doch dort konnte er sich nicht durchsetzen. In der Saison 2005/06 wurde Bakkal erneut verliehen – dieses Mal an den Stadtrivalen FC Eindhoven. Dort wurde er Stammspieler in der Eerste Divisie und erzielte acht Tore in 33 Spielen.
Der Durchbruch im Profifußball gelang ihm in der Saison 2006/07 bei Eindhovens Erstligarivalen FC Twente Enschede mit drei Toren in 31 Spielen. Anschließend beschlossen Eindhovens Verantwortliche ihn zurückzuholen. Bis zur Saison 2010/11 gehörte er zum Stamm der Mannschaft von Fred Rutten. In der Saison 2011/12 wurde er erneut verliehen; Feyenoord sah in ihm die ideale Verstärkung, nachdem Leroy Fer zum FC Twente gewechselt war. In seinem ersten Match für die Rotterdamer erzielte er beim NAC Breda den zwischenzeitlichen Ausgleich beim 3:1-Sieg für Feyenoord. Am Saisonende stand er mit Feyenoord einen Platz vor PSV und hatte mit neun Toren dazu beigetragen, dass die Rotterdamer sich als Zweiter für die Champions League qualifizierten. Im Juli 2012 wechselte er nach Russland in die Premjer-Liga zum FK Dynamo Moskau.

### Nationalmannschaft
Mit der U-21 der Niederlande wurde er 2007 Europameister. Er kam dabei in allen fünf Partien zum Einsatz und erzielte das 1:0 beim 4:1-Erfolg im Finale gegen Serbien.
Für die Olympischen Sommerspiele 2008 wurde er in den Kader der Niederlande berufen. Das Team überstand die Vorrunde und musste sich im Viertelfinale mit der argentinischen Auswahl messen. Nachdem die Argentinier 1:0 in Führung gegangen waren, konnte Bakkal ausgleichen. Der Siegtreffer für die Gauchos fiel in der 105. Minute der Verlängerung.
Im November 2009 berief ihn Bondscoach Bert van Marwijk erstmals in den Kader der A-Nationalmannschaft. Sein Debüt gab er am 18. November 2009 in Heerenveen gegen Paraguay, als er in der 85. Minute für Rafael van der Vaart eingewechselt wurde. Er war damit der 700. Spieler, der in der Elftal eingesetzt wurde.

## Erfolge
- U21-Europameister 2007 mit den Niederlanden